# Étienne Arnulf
Étienne Arnulf, né le 11 mars 1920 à Flatters (aujourd'hui Bénairia, en Algérie) et décédé le 4 mai 1973 à Ermont, en France, est un homme politique français.